# 藤女子大學
藤女子大學（日语：藤女子大学／ふじじょしだいがく）是本部位於北海道札幌市的一所私立大學，1961年大學設立。

## 概觀

### 學校簡介
大學部分為文學院及人類生活學院共兩學院6學系, 另設有人類生活學研究所。
現在該校為北海道唯一的四年制女子綜合大學。由學校法人藤學園經營，起源為1925年所創立的北海道第一所五年制女子高中札幌藤高等女學校所改制而成。校區分為在札幌市中心與附屬中學共用校區的文學院，人類生活學院設於鄰近札幌市的石狩市。為北海道內最古老的女子高等教育機關。

## 沿革
- 1925年 根據高等女學校令，創立札幌藤高等女學校（5年制）。
- 1947年 根據專門學校令，設立藤女子專門學校。
- 1948年 伴隨學制改革，舊有的高等女學校整合為中高一貫教育的藤女子中學校・高等學校。
- 1950年 設立藤女子短期大學，設置有國文科、英文科、家政科。
- 1955年 短期大學設置保育科。
- 1961年 設立藤女子大學，設置有文學部。
- 1992年 設立位於石狩市的花川校區，開設人間生活學部。
- 2000年 短期大學停止招生。
- 2002年 大學院碩士課程開設。
- 2015年 創校90週年。

## 教育及研究

### 學部
- 文學部
  - 英語文化學科
  - 日本語・日本文學科
  - 文化綜合學科
- 人類生活學部
  - 人類生活學科
  - 食物營養學科
  - 保育學科

### 大學院
- 人類生活學研究科（碩士課程）
  - 人類生活學專攻
  - 食物營養學專攻

### 附屬機關
- 圖書館
- 資訊媒體中心
- 基督教文化研究所
- 生活品質研究所
- 天主教中心
- 國際交流中心
- 保健中心
- 學生諮商室
- 研討室

## 對外關係

### 海外協定校[1]
- 美國
  - 瑪麗安大學
  - College of Saint Elizabeth
  - Benedictine College
- 澳洲
  - 澳洲天主教大學
  - 格里菲斯大學
- 英國
  - 肯特大學
  - 里茲大學
  - 紐卡索大學
  - 倫敦大學學院
- 韓國
  - 韓國天主教大學
  - 明知大學
- 台灣
  - 輔仁大學
- 中國
  - 上海外國語大學
- 菲律賓
  - University of San Carlos

## 相關人物
- 冰室冴子
- 中島美雪
- 田中裕子

## 外部連結
- （日語）藤女子大學 （页面存档备份，存于）